# Хауса
Хауса, гауса — афразійський чадський народ у Західній Африці.

## Територія проживання і чисельність
Люди хауса проживають на півночі Нігерії (20,5 млн чоловік), Нігері (3,18 млн чоловік), Камеруні (110 тис. чоловік), Гані (110 тис. чоловік), Чаді (120 тис. чоловік); Буркіна-Фасо, Беніні, Того, ЦАР, Малі та Лівії.
Таким чином загальна чисельність — понад 24 млн чоловік.

## Мова і релігія
Мова хауса належить до західної підгрупи чадської групи афразійської мовної родини. Має сильне діалектне членування.
Більшість хауса мусульмани-суніти, також поширені традиційні вірування.

## Історія
Історично народ хауса сформувався як суміш багатьох етнічних компонентів. Хауса — творці оригінальної середньовічної цивілізації міст-держав Кано, Гобір, Бірам, Кацина, Зарія, Даура, Кеббі, Замфара та ін., які з XVI ст. підпали під залежність держави Сонгаї, потім Борну. У XIX ст. міста-держави народу хауса ввійшли в султанат фульбе Сокото; у 1903 р. були підкорені британськими колонізаторами.

## Традиційні заняття
Традиційні заняття хауса — тропічне ручне землеробство (просо, сорго, маніок, ямс, батат, бавовник, індиго, арахіс), скотарство (дрібна рогата худоба, коні), риболовство.
Ремесла — металургія, ткацтво, гончарство, чинбарство, плетіння, різьбярство по дереву та фарбування тканин.